# ステンカ・ラージン (グラズノフ)
交響詩『ステンカ・ラージン』（露：Стенька Разин）作品13は、アレクサンドル・グラズノフが作曲した交響詩。演奏時間は約16分。

## 作曲の経緯
1885年、グラズノフ弱冠20歳の時に作曲された。1884年、フランツ・リストの尽力により、ヴァイマルにおいて交響曲第1番が演奏された際、グラズノフも同地に赴きリストの知遇を得た。帰国後、ロシアの題材を元にリストの交響詩に倣って作られたのが本作である。グラズノフには標題音楽的な作品は他にもあるものの、明確に交響詩と名付けられた作品はこれ一曲のみで、17世紀に実在した有名な反乱コサックのアタマン、スチェパン・ラージンを題材に採り上げている。なお、1887年の出版の際、同年に没したアレクサンドル・ボロディンへの追悼として捧げられた。

## 初演
1885年11月23日、サンクトペテルブルクにてゲオルギー・デュッチの指揮により初演。外国初演は1889年、パリ万国博覧会でグラズノフ自身の指揮で行われた。

## 編成
- 木管楽器
ピッコロ、フルート2、オーボエ2、クラリネット2、ファゴット2
- 金管楽器
ホルン4、トランペット2、トロンボーン3、バス・チューバ
- 打楽器
ティンパニ、シンバル、タムタム
- ハープ
- 弦楽器
弦五部

## 構成
ステンカ・ラージンとその部下の略奪、ラージンが捕らえ侍らせていたペルシアの姫、その姫の見た不吉な夢（ラージンが殺され、部下は牢獄に捕らえられ、姫はヴォルガ川の流れに巻き込まれる）、敗北を悟ったラージンが姫をヴォルガ川に投げ落とし、最後の突撃を仕掛ける様が描かれる。
ロ短調で、ヴォルガ川の波を表すチェロ、コントラバスの荒々しい響きの上に有名なロシア民謡「ヴォルガの舟唄」がトロンボーン、オーボエの順で奏される。このメロディはステンカ・ラージン及びヴォルガ川、ロシアを表したものとされる。続いて弦が荒々しい動きを見せ、ラージンとその部下の略奪の様が描かれる。一転してクラリネットでペルシアの姫を表す優美な主題が奏される。続いてまたヴォルガの舟唄の変形が荒々しく奏され、姫の主題と絡み合いながら展開部を形成する。シンバルの一打ちで姫がヴォルガ川に投げ込まれる様を表し、コーダではロ長調に転じ、金管楽器でヴォルガの舟唄が朗々と奏された後、全合奏で鎮圧軍に突撃するステンカ･ラージンの軍勢が描かれ強奏のまま終わる。